# Sicini
Sicini là một tông ruồi trong họ Conopidae.

## Chi
- Sicus Latreille, 1796